# Volo Skyway Enterprises 7101
Il 29 ottobre 2014, il volo Skyway Enterprises 7101, operato da uno Short 360 cargo che operava un volo dall'aeroporto Internazionale Principessa Giuliana, sull'isola caraibica di Sint Maarten, a San Juan, Porto Rico, precipitò in mare poco dopo il decollo, uccidendo entrambi i piloti.
L'indagine successiva concluse che un'illusione somatogravica molto probabilmente aveva portato alla perdita del controllo in volo e al conseguente incidente.

## Aereo ed equipaggio
Il velivolo coinvolto, codice di registrazione N380MQ, era stato prodotto nel 1986 dalla società aerospaziale Short Brothers, nel Regno Unito, con il numero di serie SH3702. Era equipaggiato con due motori turboelica Pratt & Whitney Canada PT6A-65AR da 1 424 shp (1 062 kW) ciascuno.
Il velivolo era stato originariamente commissionato dalla Simmons Airlines come aereo di linea passeggeri. Poco dopo divenne parte del vettore regionale American Eagle e operò per essa fino alla metà degli anni novanta. All'inizio degli anni 2000 venne acquistato da Skyway Enterprises e convertito per il trasporto merci. Fino all'incidente era ancora verniciato con la precedente livrea American Eagle, con il logo e il nome della compagnia rimossi.
L'equipaggio era composto da un cittadino tedesco di 49 anni, con una Green Card negli Stati Uniti valida come comandante, e un cittadino statunitense di Porto Rico come primo ufficiale.

## L'incidente
Il giorno dell'incidente, lo Short 360-100, operato da Skyway Enterprises su un volo charter per conto di FedEx, decollò dalla pista 28 del Princess Juliana alle 18:35 ora locale (22:35Z). Durante la salita iniziale, circa 30 secondi dopo il decollo e ad un'altitudine di circa 500 piedi (150 m), il controllore del traffico aereo diede istruzioni per cambiare direzione a 230°. Poco dopo, l'aereo precipitò in mare circa un miglio da Maho Beach. Il pilota e il copilota morirono per le gravi ferite riportate.
Alle 20:30 ora locale dello stesso giorno, il moto ondoso riportò a riva, tra Mullet Bay e La Samanna, grandi quantità di detriti. I soccorsi furono ostacolati dal maltempo, caratterizzato da fulmini e forti piogge. Intorno alle 21:20 il corpo del pilota, Eric Schnell, venne recuperato tra Mullet Bay e Cupecoy dalla Guardia Costiera, coadiuvata dalla Royal Marines.
Il 5 novembre 2014, una squadra di tecnici partì da Porto Rico per assistere nel recupero della fusoliera principale dal fondale marino. Trovarono un'apparecchiatura GPS (Global Positioning System) che la inviarono al National Transportation Safety Board (NTSB) per aiutare a restringere l'area di ricerca.
Il 10 novembre 2014, la fusoliera e un'ala vennero localizzate a una profondità di 75 piedi (23 m). Il copilota scomparso e il suo sedile non furono rinvenuti all'interno della cabina.
Durante i rilevamento nell'area circostante, l'11 novembre 2014 i subacquei trovarono il corpo del copilota ancora legato al sedile.

## Le indagini
Gli investigatori individuarono diversi fattori che portarono allo schianto in mare; alle 19:00 ora locale, 25 minuti dopo l'incidente, il bollettino meteo segnalava vento a 8 nodi (15 km/h) di velocità, una visibilità di 10 km e la presenza di fenomeni di pioggia debole con poche nuvole a 1 300 piedi (400 m) di altezza.
Gli investigatori scoprirono che qualche giorno prima lo stesso aereo fu coinvolto in un altro incidente in fase di atterraggio, che non aveva avitp gravi conseguenze ma che aveva causato alcuni danni al velivolo; i registri di manutenzione indicavano come risolti i problemi accorsi all'aereo.
Dichiarazioni non ufficiali indicarono che la compagna di uno dei piloti testimoniò come quest'ultimo avesse espresso disagio all'dea di pilotare il velivolo coinvolto qualche giorno prima nell'incidente.
La Sint Maarten Civil Aviation Authority pubblicò il rapporto finale sull'incidente aereo il 23 settembre 2016; l'indagine portò a ritenere che il primo ufficiale perse il controllo del velivolo dopo il decollo, durante l'avvio di una virata per portarsi sulla rotta indicata dal controllore di volo. La retrazione del flap e la relativa accelerazione si combinarono generando un'illusione somatogravica per il copilota. Egli reagì al beccheggio, avvenuto durante l'inizio della virata, in modo estremamente insolito che portò alla perdita del controllo sul velivolo. Non fu possibile determinare quanto il copilota fosse consapevole della situazione che stava avvenendo o se tentò di intervenire in qualche modo per riprendere il controllo. Le indagini portarono alla conclusione che la capacità di gestione dell'equipaggio era insufficiente per evitare l'incidente.
L'inchiesta concluse che i fattori determinanti la perdita di controllo furono il decollo da una pista sconosciuta aggravato da condizioni ambientali sfavorevoli, caratterizzate dalla presenza di pioggia, raffiche di vento e orario notturno.